# Mentanargrunnur Landsins
Mentanargrunnur Landsins er Færøernes kulturfond, der hvert år uddeler omkring 2,5 til 3,3 millioner, alt efter hvor mange penge Lagtinget disponerer til formålet. Fonden styres af en bestyrelse, der består af fem personer. Kulturfonden kan uddele legater og stipendier til personer, der arbejder indenfor færøsk kunst, det kan f.eks. være musikere, forfattere, skuespillere, kunstmalere eller andre, der arbejder indenfor færøsk kunst og kultur. Ansøgningsfristen plejer at være 15. december.
Kulturfonden kan vælge at uddele arbejdslegater på 3 år, 1 år, 6 måneder og mindre perioder helt ned til en måned. En måned svarer til en folkeskolelærers løn på trin 21 (færøsk overenskomst), der pr. 1. oktober 2014 var 25.587,96 kroner.

## Arbejdslegater og stipendier

### Arbejdslegater 2016
I alt 126 månedslønner på godt 3,3 millioner blev uddelt til kunstnerisk og kulturelt arbejde i 2016.
3-årigt arbejdslegat:
- Eivør Pálsdóttir, musiker

1-årigt arbejdslegat:
- Atli Kárason Petersen, komponist

6-måneders arbejdslegat:
- Jóhan Martin Christiansen, kunstner
- Arnbjørn Ólavsson Dalsgarð, forfatter

3-måneders arbejdslegat:
- Heri Eysturlíð
- Andreas Tykjær Restorff
- Jón Sonni Jensen
- Anker Mortensen
- Tóroddur Poulsen
- Dávur Djurhuus
- Andrias Høgenni
- Anna Katrin Ø. Egilstrøð
- Lív í Baianstovu
- Jón Thorsteinsson
- Páll Nolsøe
- Jensina Olsen
- Ranvør Isholm
- Dávid Isfeld
- Eyð Matras

2-måneders arbejdslegat:
- Mattias Kapnas
- Beinta Løwe Jacobsen
- Paulina M. K. Eliasen
- Edvard Nyholm Debess
- Knút Olsen
- Edvard Sofus Olsen
- Gunvør Balle

1-måneds arbejdslegat:
- Árni Baldvinsson
- Súsanna Tórgarð
- Ria Tórgarð
- Kristina Sørensen Ougaard
- Linda Mortansdóttir
- Johnny Thomsen
- Malan Háberg

### Arbejdslegater 2015
1-årigt arbejdslegat:
- Bárður Oskarsson
- Dánjal Dam á Neystabø

6-måneders arbejdslegat:
- Jóanes Nielsen
- Rakel Helmsdal
- Silja Strøm
- Rógvi á Rógvu

3-måneders arbejdslegat:
- Anker Eli Petersen
- Astrid Andreasen
- Benjamin Petersen
- Bergur Rønne Moberg
- Brandur Patursson
- Hanni Julius Bjartalíð
- Jan Nystrøm
- Jón Aldará
- Leivur Thomsen
- Maria Winther Olsen
- Marianna Mørkøre
- Marjun Syderbø Kjelnæs
- Rannvá Káradóttir
- Sakaris Fríði Stórá
- Sissal Kampmann
- Steintór Rasmussen

2-måneders arbejdslegat:
- Durita Holm
- Edvard Sofus Olsen
- Elin Henriksen
- Ingi Joensen
- Lív Maria Róadóttir Jæger
- Páll Nolsøe
- Sigmar Bláberg
- Stanley Samuelsen

1-måneds arbejdslegat:
- Hans Tórgarð
- Jens L. Thomsen
- Kirstin Helgadóttir
- Kjartan Hansen
- Kristina Sørensen Ougaard

### Arbejdslegater 2014
For tredje gang indenfor tre år blev intet 3-årigt arbejdslegat uddelt. Det førte til diskussioner i medierne.
1-årigt arbejdslegat:
- Kári Bæk, komponist
- Súsanna Tórgarð, skuespiller

6-måneders arbejdslegat:
- Heiðrik á Heygum, kunstner
- Heri Joensen, musiker
- Marius Olsen, kunstner
- Zacharias Sørensen, musiklærer

3-måneders arbejdslegat:
- Durita Holm
- Greta Svabo Bech
- Guðrið Hansdóttir
- Gvøðny Miriam Gunnarsson
- Hans Tórgarð
- Hansina Iversen
- Ingun Christensen
- Jensina Olsen
- Kaj Johannesen
- Katrin Ottarsdóttir
- Kristina Sundar Hansen
- Tóroddur Poulsen
- Valdemar á Løgmansbø

2-måneders arbejdslegat:
- Arnold Ludvig
- Búgvi Róin
- Edvard S. Olsen
- Gudmund Helmsdal Nielsen
- Gutti Winther
- Ísak Sambleben
- Jón McBirnie
- Kaj Klein
- Kinna Poulsen
- Pætur M. Dahl
- Theodor Kapnas
- Uni Reinert Debess
- Unn Patursson

1-måneds arbejdslegat:
- Elin Josefina Smith
- Jóannis Sørensen
- Jón Joensen
- Kristianna Winther Poulsen
- Pól Jespersen
- Ranvør Isholm

### Arbejdslegater 2013
Der blev ikke uddelt noget 3-årigt arbejdslegat i 2013. I alt 30 personer moddtog legater, af disse modtog 24 personer legater på mindre end 6 måneder.
Der blev uddelt 102 månedslønner på i alt 2,5 millioner kroner.  I alt 94 ansøgninger blev modtaget.

1-årigt arbejdslegat:
- Sissal Kampmann
- Hanni Julius Bjartalíð

6-måneders arbejdslegat:
- Bárður Eklund
- Lena Anderssen
- Sakaris Stórá
- Tróndur Patursson

3-måneders arbejdslegat:
- Andras Olsen
- Annika Y. Skaalum
- Bárður Oskarsson
- Bjarni Restorff
- Janus á Húsagarði
- Jens L. Thomsen
- Johnny Thomsen
- Rakel Helmsdal
- Silja Strøm
- Vígdis Hentze Olsen

2-måneders arbejdslegat:
- Anton Petersen
- Dánjal á Neystabø
- Elin Henriksen
- Guðrið Poulsen
- Gunnar Restorff
- Marjun Bæk
- Randi Samsonsen
- Ria Tórgarð
- Súsanna Tórgarð
- Vár Berghamar Jacobsen

1-måneds arbejdslegat:
- Beinta Clothier
- Gunnvá Zachariasen
- Hans Tórgarð
- Mikael Blak

### Arbejdslegater 2012
Ingen modtog 3-årigt arbejdslegat i 2012, men to modtog 1-årge arbejdslegater.  I alt 40 personer modtog arbejdslegater. Der blev uddelt 117 månedslønner på i alt godt 2,8 millioner kroner i 2012. I alt 138 personer søgte om arbejdslegater.
1-årigt arbejdslegat:
- Elin á Rógvi, forfatter
- Torbjørn Olsen, kunstner

6-måneders arbejdslegat:
- Hanus G. Johansen, musiker
- Høgni Mohr, forfatter
- Archibald Black, kunstner
- Hansina M. Iversen, kunstner
- Poulina Jóanesardóttir, kunstner[6]

### Arbejdslegater 2011
Ingen modtog 3-årigt arbejdslegat i 2011. Arbejdslegater blev uddelt til 31 ansøgere. Der var tale om 110 månedslønner på i alt 2,7 millioner. Der var 98 ansøgninger.
1-årigt arbejdslegat:
- Carl Jóhan Jensen, forfatter
- Elsa Maria Bærentsen, danselærer

6-måneders arbejdslegat:
- Ole Wich, kunstner
- Sámal Soll, forfatter
- Bárður Oskarsson, kunstner og forfatter

4-måneders arbejdslegat:
- Marianne Clausen
- Niclas Heri Jákupsson

3-måneders arbejdslegat:
- Aggi Á. Ásgeirsdóttir
- Anker Mortensen
- Vígdis Hentze Olsen
- Búi Egason Dam
- Daniella Andreasen
- Hanni Bjartalíð
- Hanus G. Johansen
- Katrina í Geil
- Kristina Sundar Hansen
- Ludvík Breckmann
- Páll Nolsøe
- Sakaris Stórá

2-måneders arbejdslegat:
- Edvard Nyholm Debess
- Eyðun Nolsøe
- Gunnar G. Guttesen
- Hans Tórgarð
- Martin Joensen
- Jóhanna av Steinum
- Katrin Ottarsdóttir
- Bárður Jákupsson
- Dánial Hoydal
- Sigri Mitra Gaïni
- Sissal Kampmann
- Stanley Samuelsen

### Arbejdslegater 2010
3-årigt arbejdslegat:
- Tróndur Bogason, komponist

1-årigt arbejdslegat:
- Eyð Matras, skuespiller

6-måneders arbejdslegat:
- Marianna Mørkøre, kunstner
- Rannvá Káradóttir, kunstner

### Arbejdslegater 2009
3-årigt arbejdslegat:
- Marjun Syderbø Kjelnæs, forfatter

6-måneders arbejdslegat:
- Jóhannus á Rógvu Joensen, musiker
- Jens L. Thomsen, musiker[8]

4-måneders arbejdslegat:
- Marianna Hoydal
- Marianne Clausen

3-måneders arbejdslegat:
- Hans Egholm
- Helle T. Johansen
- Inger Smærup Sørensen
- Jústinus Leivsson Eidesgaard
- Súsanna Tórgarð

2-måneders arbejdslegat:
- Anna Kristin Bæk
- Astrid MacDonald
- Hugin Eide
- Kirsten Brix
- Ole Wich
- Tóroddur Poulsen

1-måneds arbejdslegat:
- Arnbjørn Ólavsson Dalsgarð
- Elin Henriksen
- Guðrið Hansdóttir
- Jóhan Martin Christiansen
- Jóhan Mortensen
- Lena Anderssen
- Magnus Johannessen
- Niclas Johannesen
- Oddfríður Marni Rasmussen
- Sólrun Mohr
- Terji Rasmussen

### Arbejdslegater 2008
3-årigt arbejdslegat:
- Jóanes Nielsen, forfatter[9]

6-måneders arbejdslegat:
- Lars Moa
- Marianna Mørkøre
- Marianne Clausen
- Rannvá Káradóttir Justinussen

4-måneders arbejdslegat:
- Hanni J. Bjartalíð
- Bárður Oskarsson
- Tróndur Bogason Hansen

### Arbejdslegater 2007
3-årigt arbejdslegat:
- Katrin Ottarsdóttir[10]

1-årigt arbejdslegat:
- Marianne Clausen

6-måneders arbejdslegat:
- Bjarni Restorff
- Hanus G. Johansen
- Jóanes Nielsen
- Sigrun G. Niclasen

4-måneders arbejdslegat:
- Marianna Mørkøre

### Arbejdslegater 2006
3-årigt arbejdslegat:
- Oggi Lamhauge (Karstin Olgar Lamhauge)[11]

1-årigt arbejdslegat:
- Carl Jóhan Jensen

6-måneders arbejdslegat:
- Astri Luihn
- Edward Fuglø
- Jóanes Nielsen
- Sigrun G. Niclasen

### Arbejdslegater 2005
3-årigt arbejdslegat:
- Rakel Helmsdal[12]

1-årigt arbejdslegat:
- Aggi Ásgeirsdóttir
- Tróndur Bogason

6-måneders arbejdslegat:
- Carl Jóhan Jensen
- Hansina Iversen
- Petur Elias A. Guttesen

4-måneders arbejdslegat:
- Kári Bæk
- Sunleif Rasmussen

### Arbejdslegater 2004
3-årigt arbejdslegat:
- Rannvá Kunoy

1-årigt arbejdslegat:
- Hanus Kamban

6-måneders arbejdslegat:
- Anker Mortensen
- Jóanes Nielsen
- Marianne Clausen
- Tóroddur Poulsen
- Vígdis Petersen

4-måneders arbejdslegat:
- Astri Luihn
- Marjun S. Kjelnæs
- Rannvá Holm Mortensen

### Arbejdslegater 2003
3-årigt arbejdslegat:
- Kristian Blak

1-årigt arbejdslegat:
- Andrias Andreassen
- Marianne Clausen

6-måneders arbejdslegat:
- Jóanes Nielsen

4-måneders arbejdslegat:
- Carl Jóhan Jensen
- Jens Pauli Heinesen

### Arbejdslegater 2002
3-årigt arbejdslegat:
- Teitur Árnason

1-årigt arbejdslegat:
- Sunleif Rasmussen

6-måneders arbejdslegat:
- Edward Fuglø
- Jóanes Nielsen
- Katrin Ottarsdóttir
- Oddfríður M. Rasmussen

4-måneders arbejdslegat:
- Marjun S. Kjelnæs
- Rakel Helmsdal

### Arbejdslegater 2001
3-årigt arbejdslegat:
- Alexandur Kristiansen[13]

1-årigt arbejdslegat:
- Hanus Kamban
- Jóhannes Andreasen

6-måneders arbejdslegat:
- Carl Jóhan Jensen
- Sunleif Rasmussen